# Эксторм, Фанни Харди
Фанни Пирсон Харди Эксторм, урождённая Фанни Пирсон Харди (англ. Fannie Pearson Hardy Eckstorm; 18 июня 1865, Бруэр — 31 декабря 1946, там же) — американский орнитолог и фольклорист.

## Биография
Фанни Пирсон Харди родилась в 1865 году в Бруэре. Её отец, Мэнли Харди, был торговцем мехами, таксидермистом и натуралистом; от него девочка унаследовала любовь к природе. Она также сопровождала отца в его путешествиях по лесам родного штата Мэн, в результате чего начала интересоваться фольклором коренного населения, охотников и лесорубов.
В 1888 году Фанни окончила Колледж Смит; во время своего обучения она основала при колледже отделение Национального Одюбоновского общества. С 1889 по 1891 год Фанни Харди исполняла обязанности школьного инспектора в Бруэре, став первой женщиной штата, занимавшей подобную должность. В 1891 году, по предложению отца, она написала несколько статей для журнала Forest and Stream об охотничьих законах штата Мэн, ущемлявших права коренного населения, которое напрямую зависело от охоты.
В 1893 году Фанни Харди вышла замуж за священника Джейкоба Эксторма. Супруги переехали вначале в Истпорт (Мэн), а затем в Провиденс (Род-Айленд), где Джейкоб Эксторм умер в 1899 году. После смерти мужа Фанни с двоими детьми вернулась в Бруэр. Она много писала и печаталась в таких журналах, как Bird-Lore и Auk. В 1901 году вышли её первые книги: детское произведение «Книга птиц» (The Bird Book) и «Дятлы» (The Woodpeckers). В 1904 году была опубликована книга «Пенобскот» (The Penobscot Man), в которой Фанни вспоминала о лесорубах и плотогонах, среди которых прошло её детство. В 1907 году она написала ещё одну книгу на ту же тему: «David Libbey: Penobscot Woodsman and River Driver». Кроме того, Фанни Эксторм написала ряд статей, посвящённых североамериканским легендам, и критический обзор произведения Генри Торо «Леса Мэна». В соавторстве с Мэри Уинслоу Смит из колледжа Эльмира вышли «Менестрели Мэна» (Minstrels of Maine, 1927) и «Британские баллады Мэна» (British Ballads From Maine, 1929). Коренному населению Мэна, его языку и культуре посвящены также такие книги Экстром, как «The Handicrafts of Modern Indians in Maine» (1932), «Indian Place Names of the Penobscot Valley and the Maine Coast» (1941) и «Old John Neptune and Other Maine Indian Shamans» (1945).
Фанни Эксторм умерла в Бруэре 31 декабря 1946 года.